# アメリカ陸軍需品科

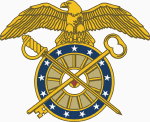
アメリカ陸軍需品科兵科徽章

アメリカ陸軍需品科（アメリカりくぐんじゅひんか、英: United States Army Quartermaster Corps）は、武器弾薬及び輸送を除く補給及び各種支援を担当するアメリカ陸軍の戦闘後方支援 (CSS) を行う兵科である。現在の需品総監はマーク・A・ベッリーニ准将が務める。本拠地はバージニア州フォート・リー。モットーは「SUPPORTING VICTORY（勝利を支えよ）」。兵站を担当する兵科は3つあり、他の2つは輸送科と武器科である。

## 歴史
アメリカ陸軍需品科は1775年6月16日に確立されたアメリカ陸軍で最も古い後方支援兵科のひとつである。第2次大陸会議はその日に、大陸軍の需品総監1名及びその下に独立陸軍のための副総監1名を置くという決議を可決した。この組織は、1775年から1912年まで需品部と呼ばれていた。1912年に、議会は元の食糧部、経理部及び需品部を統合し、需品科を創設した。
需品科部隊とその隊員は、アメリカ独立戦争に始まり、イラク戦争（イラクの自由作戦）とアフガニスタン戦争（不朽の自由作戦）での現在進行中の作戦まで、あらゆるアメリカの軍事作戦でその任務を果たしている。

## 任務

### 現在の任務

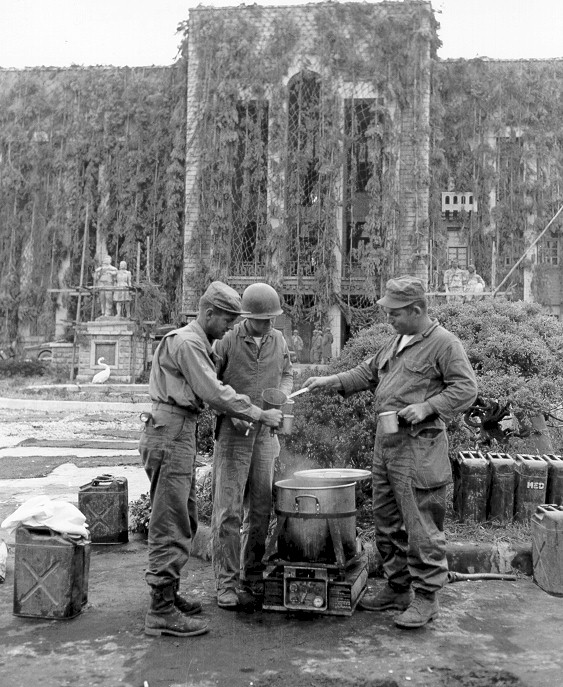
朝鮮戦争中、北朝鮮の首都平壌の議事堂前でコーヒーをもらうインディアンヘッド任務部隊の隊員。この24時間以内に平壌は解放された（1950年10月21日）。

需品科の任務は、陸軍に次の支援を提供することである。
- 補給全般（弾薬と医薬品を除く）
- 遺体安置業務（mortuary affairs、以前は墓所登録 (graves registration) と呼ばれていた）
- 食糧（戦闘糧食配給・食事調理給仕サービス）
- 燃料及び飲料水
- 野外活動
  - 航空輸送（パラシュート梱包、空中器材整備、輸送機への庫内積載と懸架積載）
  - 入浴、洗濯、野戦用布製品/布製品軽修理
- 需品在庫及び支給管理

### 過去の任務
かつて需品科には次の機能と任務があった。
- 輸送（1942年に新設された輸送科に移管）[1]
- 建設（1940年代初期に工兵科に移管）[1]
- 紋章（1962年に人事科に移管）[2]
- 軍馬/軍用犬育成訓練[3]
- 軍服等衣類[4]

## 編成

### 需品総監/需品学校
需品総監 (Quartermaster General) は需品科の方針、訓練及び専門家の育成に対する責任者である。現在の需品総監はマーク・A・ベッリーニ准将 (BG Mark A. Bellini) であるが、この職位は通常少将が務める。需品総監はピーターズバーグ近くのバージニア州フォート・リーにあるアメリカ陸軍需品センター及び需品学校を統括するが、需品科部隊を指揮する権限はない。
需品学校は、下士官兵の担当業務に応じた高等個別訓練 (Advanced Individual Training, AIT) 、並びに需品科士官、准士官及び下士官のそれぞれに職責に応じたリーダーとしての訓練を施す。
アメリカ陸軍需品学校の任務は、公式ウェブサイトで次の通りに述べられている。
| 「 | 戦術的に、そして技術的に熟達したリーダーと兵士である需品科戦士を派遣すること、並びに任務の成功を確実にするために、統合作戦に参加する各部隊によって全世界的に実行可能な適応性のある需品科戦場機能を開発し、維持することである。 | 」 |

### 需品科部隊
需品分遣隊、中隊及び大隊は通常、軍団又はそれより高レベルの指揮下に配属される。師団及びそれより小さな部隊には、陸軍輸送科、需品科、武器科、衛生科の機能を統合した多任務支援大隊がある。
需品組織には、野外活動部隊、一般補給部隊、燃料補給部隊と石油パイプライン部隊、空輸（装備・積載）部隊、水補給部隊及び遺体安置業務部隊がある。燃料と水の補給では大隊及び群規模の部隊があるが、それ以外はほとんど中隊規模の部隊である。

## シンボル

### 兵科徽章

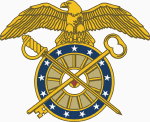
アメリカ陸軍需品科兵科徽章

需品科の兵科徽章は、鷲、車輪、鍵及び剣が描かれた、金色の金属とエナメル製のバッジである。徽章の縦の長さは3/4 in (19 mm) である。車輪のスポークは金色で13本あり、ハブは白色、軸は赤色、外縁部は青色で13個の金色の星がはめ込まれている。その車輪に翼を広げた金色の鷲がとまっており、車輪の中央付近で斜めに交差する金色の剣（左上から右下向き）と鍵（右上から左下向き）が重ねられている。
需品部の徽章は、1895年に承認され、1912年に一時的に需品科が設立された際にはそのデザインは変更されずそのまま受け継がれた。第一次世界大戦の後、鷲の頭を1枚の翼の上に重ねるそれまでのデザインは、鷲の頭を翼に重ねずに翼の上方に置くように変更された。荷車の車輪は輸送を象徴し、独立戦争時代の最初の植民地と部隊の起源を象徴する。剣は軍隊を示す。鍵は需品管理を表し、需品部による軍事補給の統制を象徴する。鷲はアメリカ合衆国を象徴し、赤、白、青は同国のナショナル・カラーである。

### 連隊徽章

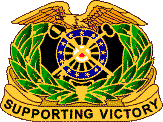
アメリカ陸軍需品科の連隊徽章

需品科の連隊徽章は金色の金属とエナメルでできており、縦の長さは1 in (25 mm) である。鷲が頭を下げて鷲から見て左方を伺うような姿勢になっているのを除いては兵科徽章とほぼ同じ意匠が黒色の背景に置かれ、月桂樹の葉が輪状に鷲の両方の翼の下まで、つまり交差する剣と鍵の上端まで広がっている。月桂樹の輪は名誉と達成を意味する。また、月桂樹の葉の下に需品科のモットーである「SUPPORTING VICTORY」が黒の文字で刻まれた金のスクロールが置かれたデザインとなっている。この意匠は1986年3月31日に承認されたが、最初は全体が金色であった。1994年6月7日にデザインが若干変更され、徽章の各所に色がつけられた。

### 連隊章

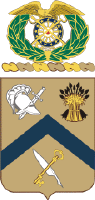
アメリカ陸軍需品科の連隊章（紋章）

需品科の紋章 (Regimental Coat of Arms) は、エスカッシャン（盾）の上に上記の連隊徽章と同様の意匠のクレストが掲げられたデザインである。紋章には次のものが描かれている。黄褐色 (Buff) の背景の左上にベンド・シニスター（逆斜め位置、盾を持つ人から見て盾形の左上から右下方向）の向きに置かれた短剣に兜が載せられているアージェント（銀色）の意匠、右上にオーア（金色）の小麦の束が載せられたセーブル（黒色）の矢の束、中央下に交差した羽根ペンと鍵があり、これらの間にアジュール（青色）のシェブロン（山形紋）がある。エスカッシャンの上に黄褐色とオーアの花冠（リース）が置かれ、その上に連隊徽章のスクロールを除いた意匠が据えられている。この紋章は、1994年6月16日に承認された。この紋章が承認される前の需品連隊旗は、青い房飾りのついた黄褐色の地の中央に兵科徽章と同じ意匠を配置し、その下にスクロールを描いたデザインだった。
黄褐色は、需品科の伝統的な色である。濃い青のV字形の山形紋は勇気を意味し、需品科こそが兵站の基盤であるという事実を示唆する。スパルタの兜と短剣は、戦士が戦士を支えるという需品科の精神を象徴する。矢の束の上とその上に重ねられた小麦の刈り束は、需品科が提供する需品の多様性を意味する。矢は需品科の自衛任務を、小麦はすべての兵士に活力を与える食物の提供を象徴する。鍵と羽根ペンは、補給の統制を意味し、需品科の堅実な業務慣行とプロ意識を意味する。

### 兵科色
需品科の兵科色は黄褐色である。1835年に需品科の兵士が身につけた羽根飾りは明るい青（ライトブルー）だったが、1884年に黄褐色に改められた。しかしながら、ライトブルーは現在も需品科部隊の部隊旗に黄褐色の次に重要な色として使われている。

## 職種専門技能 (MOS)
需品科の職種専門技能 (Military Occupational Specialties, MOS) には次のようなものがある。このリストは、アメリカ陸軍人的資源コマンド (Human Resources Command) の2007年12月現在の情報による2008年1月時点の予定を示す。

### 下士官兵職種専門技能
下士官MOSは、2桁の数字と1文字のアルファベットで表される。CMF 92の次8つの分野の下士官MOSが需品科に該当する。
- CMF 92 補給及び支援業務 (Supply and Services)
  - 92A - 自動化支援業務専門士 (Automated Logistical Specialist)
  - 92F - 鉱油補給専門士 (Petroleum Supply Specialist)
  - 92G - 食糧業務活動 (Food Service Operations)
  - 92L - 鉱油研究専門士 (Petroleum Laboratory Specialist)
  - 92M - 遺体安置業務専門士 (Mortuary Affairs Specialist)
  - 92R - パラシュート整備装備士 (Parachute Rigger)
  - 92S - 入浴/洗濯及び衣類修理専門士 (Shower/Laundry and Clothing Repair Specialist)
  - 92W - 水取扱専門士 (Water Treatment Specialist)
  - 92Y - 部隊補給専門士 (Unit Supply Specialist)

### 士官・准士官職種専門技能
士官MOSは、通常2桁の数字と1文字のアルファベットで表される。アルファベットが続かない番号だけの場合は複数の分野にまたがることを示す。准士官MOS (Warrant Officer MOS, WOMOS) は3桁の数字と1文字のアルファベットで表される。

#### 准士官
5つの准士官MOSが需品科に該当する。
- 920A - 資産会計担当准士官 (Property Accounting Technician)
- 920B - 補給システム担当准士官 (Supply Systems Technician)
- 921A - 空中投下システム担当准士官 (Airdrop Systems Technician)
- 922A - 食物サービス担当准士官 (Food Service Technician)
- 923A - 鉱油担当准士官 (Petroleum Technician)

#### 士官
3つの士官AOC (Areas of Concentration, 専従分野) が需品科に該当する。
- 92A - 需品科士官 (Quartermaster, General)
- 92D - 航空輸送及び資材担当士官 (Aerial Delivery and Materiel)
- 92F - 燃料及び水担当士官 (Petroleum and Water)